# The Consul

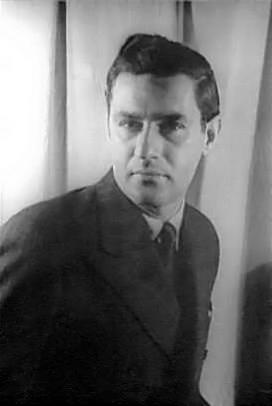
Gian Carlo Menotti.

The Consul est le premier grand opéra de Gian Carlo Menotti. Créé le 15 mars 1950 à New York au Ethel Barrymore Theatre, il remporte le prix Pulitzer de musique de musique et le New York Drama Circle Critics' Award pour l'œuvre musicale de l’année 1950.

## Synopsis
Dans un pays totalitaire, la femme d’un dissident qui se bat pour ses idées veut obtenir un visa pour aller se mettre à l’abri, elle et son bébé, dans un pays plus grand. Elle se heurte à une bureaucratie aveugle et inflexible qui s’obstine à la traiter comme un numéro. Quand la secrétaire du Consul s’humanise, il est déjà trop tard.